# SV Brünen
Der SV Brünen (offiziell: Sportverein Brünen e. V. 1946) ist ein Sportverein aus dem Hamminkelner Stadtteil Brünen im Kreis Wesel. Die erste Fußballmannschaft der Frauen spielte zwei Jahre lang in der seinerzeit zweitklassigen Regionalliga West.

## Geschichte
Der Verein wurde im Jahre 1946 gegründet und hat rund 1200 Mitglieder. 
Die Fußballerinnen stiegen im Jahre 1997 erstmals in die Regionalliga West auf, mussten aber in der folgenden Saison 1997/98 als Tabellenletzter direkt wieder absteigen. Der zweite Aufstieg in die Regionalliga West folgte im Jahre 2001. In der folgenden Saison 2001/02 stieg die Mannschaft als Drittletzter ab. Zurück in der Niederrheinliga wurden die Brünerinnen 2005 und 2007 jeweils Vizemeister, bevor die Mannschaft im Jahre 2010 in die Landesliga abstieg. Drei Jahre später ging es hinunter in die Bezirksliga, wo in der folgenden Saison nur knapp die Klasse gehalten werden konnte. Seit dem Wiederaufstieg im Jahre 2017 spielt die Mannschaft in der Landesliga.
Die Männermannschaft tritt in der Kreisliga A Rees/Bocholt an.

## Erfolge
- Niederrheinmeister: 1997, 2001

## Persönlichkeiten
- Corina Schröder
- Inka Wesely